# Tonlé Sap

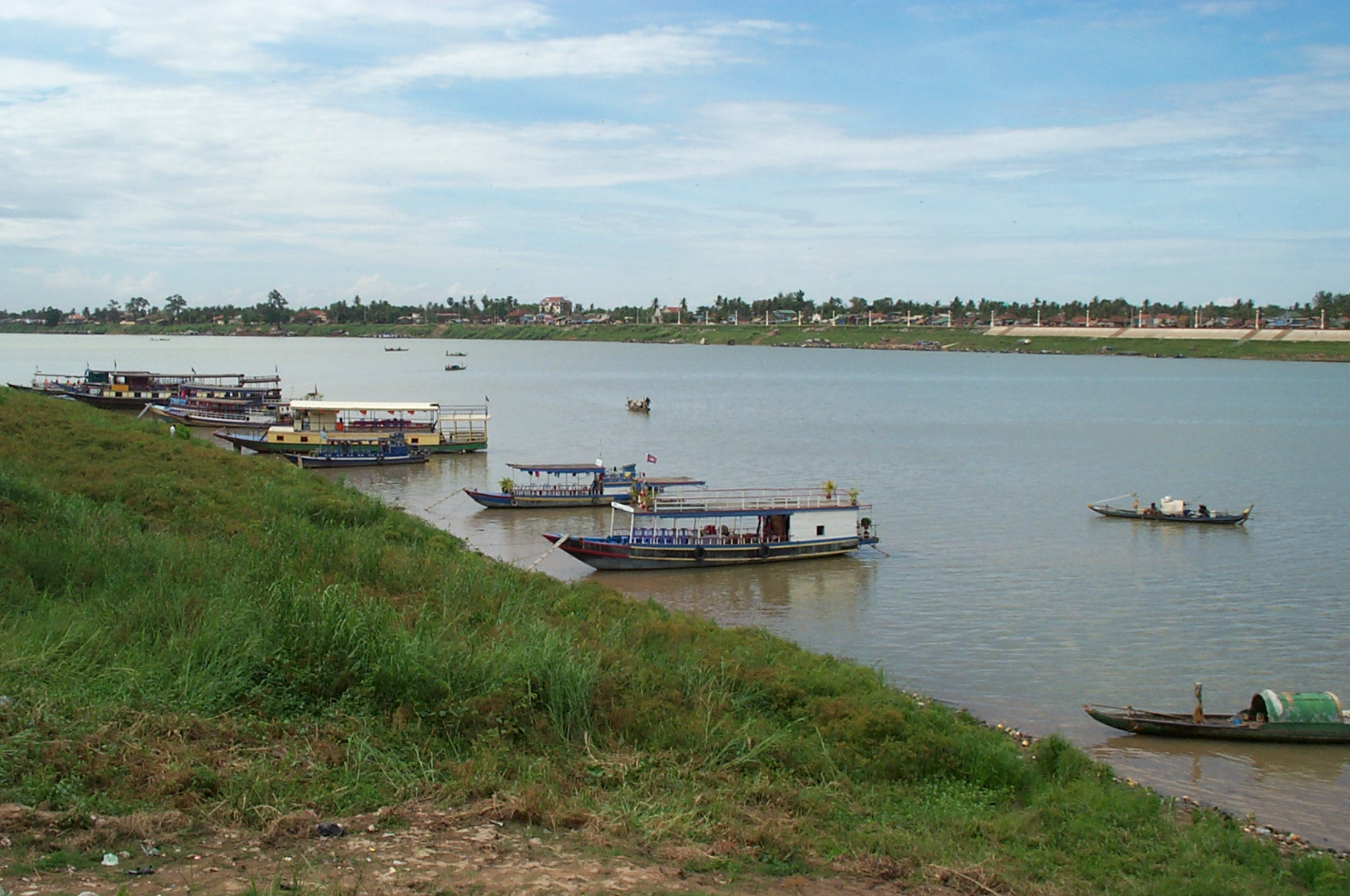
El llac constitueix un dels principals mitjans de transport en la Cambodja central.

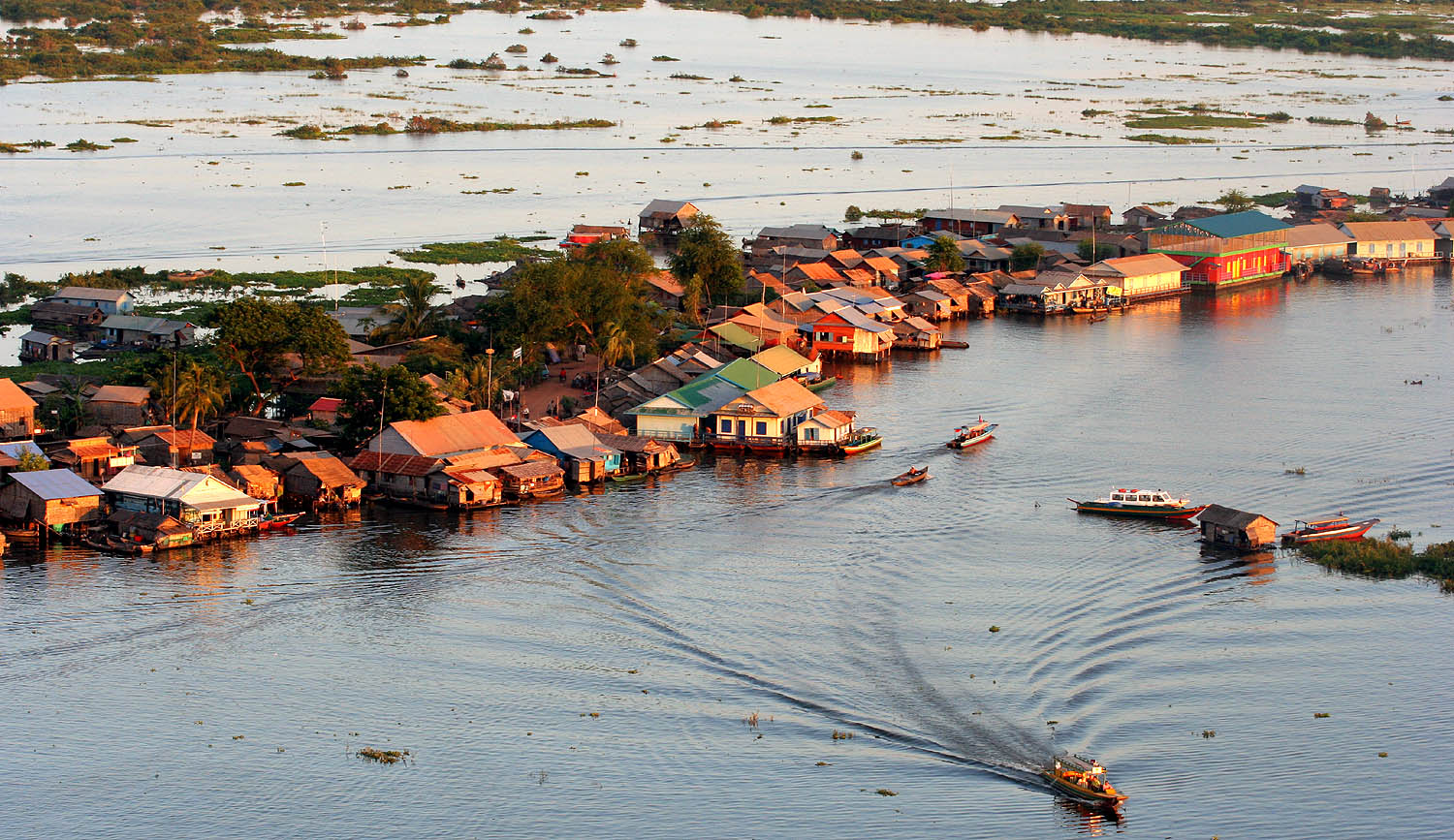
Els llogarets flotants del Llac Sap.

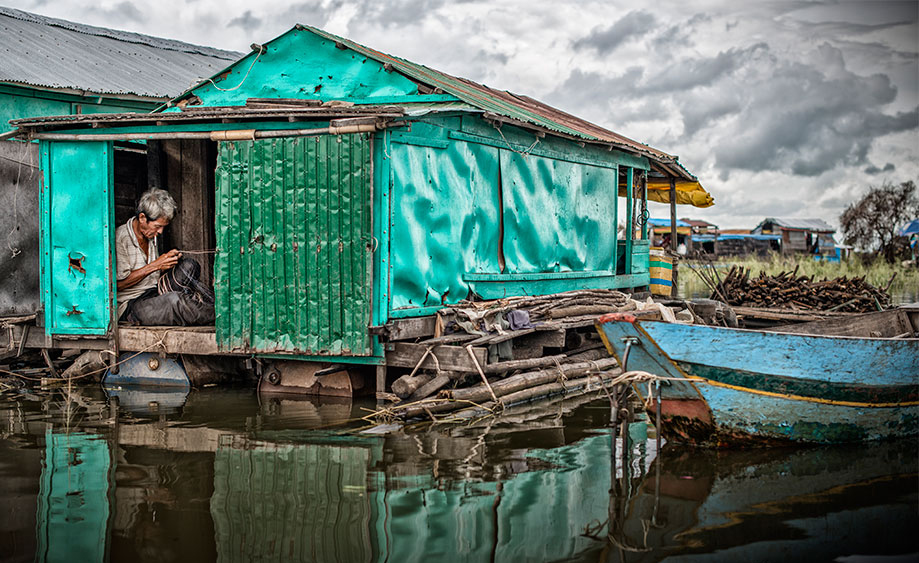
Poblats flotants del Tonle Sap

El llac Sap (Tonlé Sap) es troba a Cambodja i té una extensió de 2.590 km², que pot arribar fins als 24.605 km² durant l'estació de les pluges. Representa la major extensió d'aigua dolça del sud-est asiàtic i se situa en la plana central del país. Les províncies que envolten el llac són: al nord la Siem Riep i la Kompung Thom i al sud les províncies de Battambang, Pursat i Kompung Chinang. El llac està orientat en direcció nord-occidental/sud-oriental.

## Importància
Tonlé Sap significa en khmer llac d'aigua fresca, encara que amb freqüència es tradueix en idiomes occidentals com a "Gran Llac". Forma part del major ecosistema hídric del sud-est asiàtic i és objecte de protecció com a reserva de la biósfera, declarat com a tal per la Unesco el 1997. El llac està alimentat per nombrosos llits procedents de totes les latituds, que són, al seu torn, un important mitjà de transport per a la regió central del país. D'altra banda, el llac és tributari del riu Sap que flueix cap al sud-orient i que en Phnom Penh s'uneix al Mekong formant el riu Basac. És a més vital per a l'economia regional per la seva riquesa en pesca i la fertilitat de les seves riberes per al cultiu de l'arròs. El llac està associat, a més, al complex arqueològic de Angkor Wat, el qual s'estén a la seva àrea nord-occidental, prop de la Ciutat de Siem Riep.

## Característiques
Durant l'estació seca, el llac és més aviat petit, amb 2.590 km² d'extensió i amb prou feines un metre de profunditat. Però durant els monsons ocorre un fenomen que només Cambodja i Egipte amb el Nil poden presenciar: els rius Sap i Mekong canvien el sentit del corrent cap al nord-occident, és a dir, retornen l'aigua. Aquest fenomen es deu a l'abundància de les pluges que comencen al juny i acaben cap a desembre, la qual cosa crea un creixement en el volum de les aigües. Les aigües són literalment rebutjades pel mar, per la qual cosa busquen un espai natural d'extensió o retir i aquest és el llac Sap, el qual aconsegueix en la temporada de pluges una extensió de 24.605 km², és a dir, augmenta més de deu vegades la seva grandària. Boscos i camps limítrofs es converteixen literalment en retir del llac fins que el corrent dels rius normalitza el seu curs, la qual cosa és celebrat a Cambodja amb el Festival de l'Aigua. El fenomen porta com a conseqüència grans beneficis perquè fertilitza les terres i incrementa l'activitat pesquera.Els juvenils de peixos com el Pangasiandon hypophthalmus escullen aquestes zones com a preferents per alimentar-se.

## La gent del llac
La majoria de la gent que viu a les cases flotants (palafits) del llac és d'origen vietnamita. Viuen de la pesca, i utilitzen l'aigua del llac per banyar-se, rentar la roba o beure. Totes les cases disposen de generadors elèctrics i és difícil veure una que no tingui antena de TV. En el llac hi ha un col·legi que fa d'orfenat.